# Omowunmi Sadik
Pour les articles homonymes, voir Sadik.
Omowunmi « Wunmi » A. Sadik (née le 19 juin 1964) est une professeure, chimiste et inventrice nigériane travaillant à l'université d'État de New York à Binghamton. Elle a développé une microélectrode de biocapteurs pour la détection de drogues et d'explosifs, et travaille au développement de technologies pour le recyclage des ions de métaux à partir de déchets, pour une utilisation dans des applications environnementales et industrielles. En 2012, Sadik est cofondatrice de l'organisation à but non lucratif Sustainable Nanotechnology Organization

## Jeunesse et éducation
Sadik est née en 1964 à Lagos, au Nigeria. Sa famille compte un certain nombre de scientifiques, qui ont soutenu son intérêt pour la physique, la chimie et la biologie. Elle obtient son baccalauréat en chimie de l'université de Lagos en 1985, et reçoit son diplôme de maîtrise en chimie en 1987. Sadik a ensuite fréquenté l'université de Wollongong en Australie. En 1994, elle a obtenu son doctorat en chimie à Wollongong.

## Carrière
Omowunmi Sadik bénéficie d'une bourse de recherche postdoctorale du Conseil national de la recherche des États-Unis lui permettant de travailler en tant que chercheuse à l'Environmental Protection Agency de 1994 à 1996. Elle accepte ensuite un poste de professeur adjoint de chimie à l'université d'État de New York à Binghamton. Elle est promue professeure associée en 2002 puis professeure titulaire en 2005. À l'époque, elle devient également directrice du Centre pour les Capteurs Avancés et les Systèmes de Environnementaux (Center for Advanced Sensors & Environmental Systems, CASE) à l'université de New York-Binghamton. Elle est membre visiteuse de la faculté à la Naval Research Laboratory, l'université Cornell et de l'université Harvard.
Sadik étudie la chimie des surfaces, avec un accent particulier sur le développement de biocapteurs pour une utilisation en chimie de l'environnement. Elle a constaté que les polymères conducteurs sont particulièrement prometteurs pour une utilisation dans des applications de détection,. Elle a développé une microélectrode de biocapteurs sensible aux traces de matières organiques, une technologie qui peut être utilisée pour la détection de drogue et de bombes,. Elle étudie également les mécanismes de détoxication des déchets tels que les composés organochlorés dans l'environnement, avec l'objectif de développer des technologies pour le recyclage des ions de métaux industriels et environnementaux des déchets. Dans un projet, les enzymes microbiennes augmentent la conversion du chrome (VI), hautement toxique vers le chrome (III), non toxique, de 40 % à 98 %.
Sadik est créditée de plus de 135 documents de recherche revus par les pairs et demandes de brevet. Elle détient des brevets pour les États-Unis sur certains types de biocapteurs. En 2011, elle est la présidente de la Conférence inaugurale Gordon sur la Nanotechnologie de l'Environnement. En 2012, Sadik et Barbara Karn sont les cofondatrices de Sustainable Nanotechnology Organization, une organisation à but non lucratif, professionnelle et internationale pour l'utilisation responsable de la nanotechnologie dans le monde entier.
Sadik est élue fellow de la Royal Society of Chemistry (2010) et de l'Institut américain pour la médecine et l'ingénierie biologique (en) (élue en 2012). Elle est également membre de l'American Chemical Society. Elle est impliquée avec l'Agence de Protection Environnementale et la National Science Foundation, et a fait partie du groupe d'Étude sur l'Instrumentation et les Systèmes de Développement au sein des Instituts Nationaux de la Santé. Elle est impliquée dans des collaborations internationales avec le Centre International de la Biodynamie de l'UNESCO, à Bucarest en Roumanie, l'université de l'Égée en Turquie, et l'université de Fukui au Japon.

## Prix et distinctions
- En 2005-2006, Bourse de recherche du NSF Discovery Corps[11]
- 2003-2004, Distinguished Radcliffe Fellowship de l'université de Harvard[12]
- En 2002, Chancellor's Award for Premier Inventors, de l'université de New-York[7]
- En 2001, Chancellor's Award  pour la Recherche en Sciences et en Médecine, de l'université de New-York[7]
- 2000, bourse COBASE du Conseil National de Recherches Canada (CNRC) [13]
- Prix du Mérite australien